# Pobreza

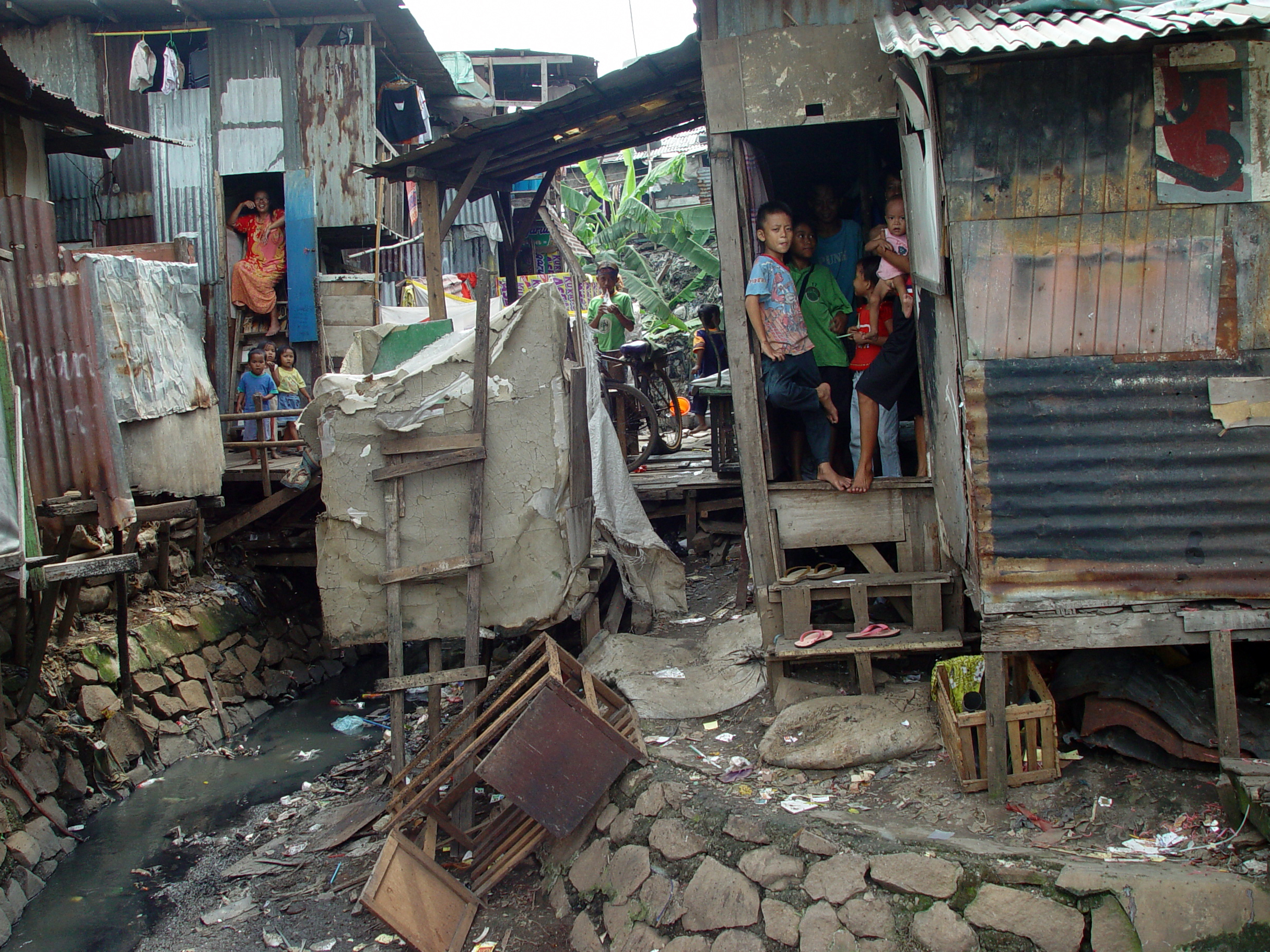
Favela de Jacarta, Indonésia

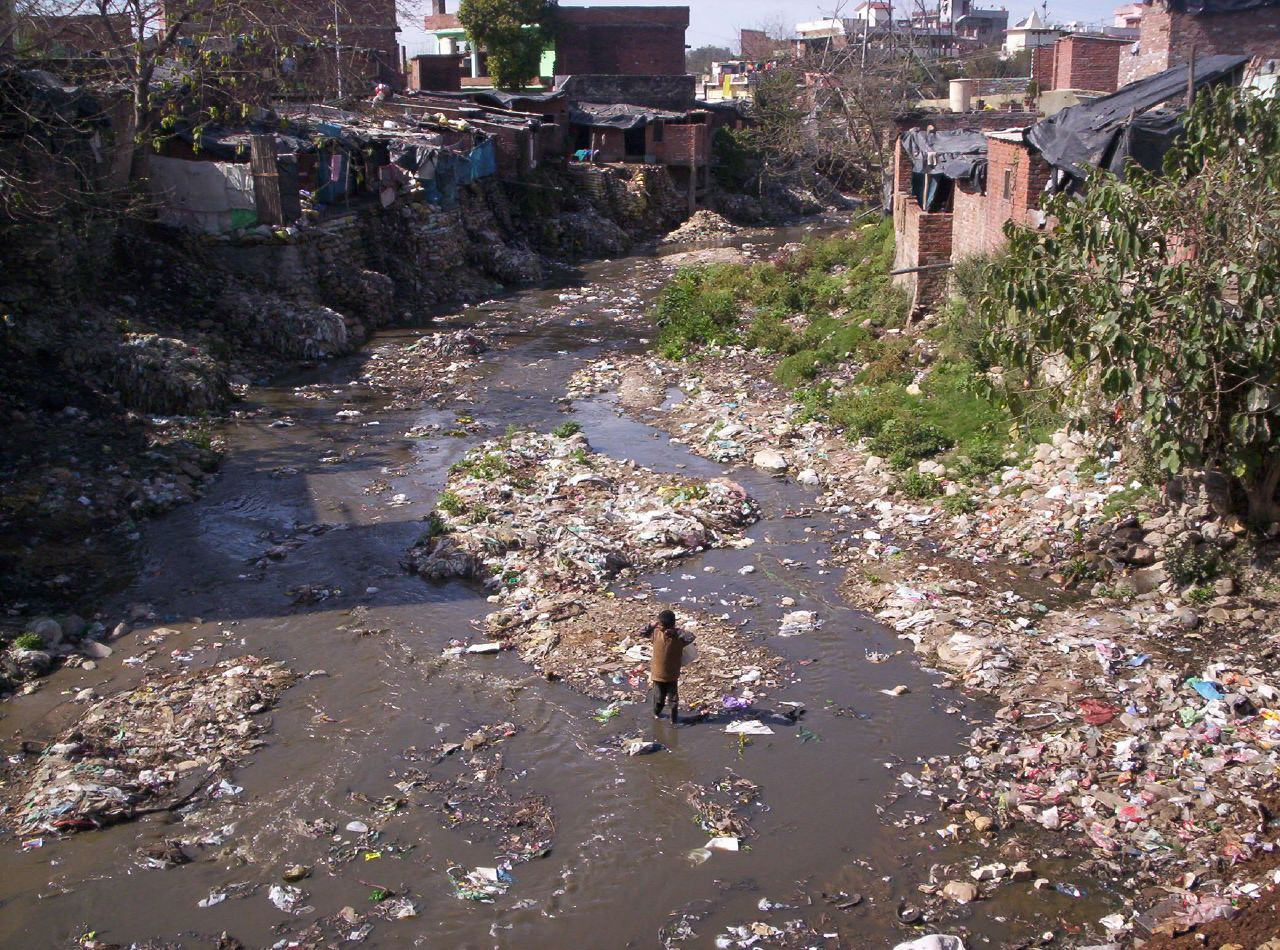
Poluição hídrica de um córrego em uma das favelas indianas. O saneamento básico precário é um dos maiores problemas das favelas

Participação global da riqueza por grupo de riqueza, Credit Suisse, 2021

A pobreza pode ser entendida em vários sentidos, principalmente:
- Carência real; tipicamente envolvendo as necessidades da vida cotidiana como alimentação, vestuário, alojamento e cuidados de saúde. Pobreza neste sentido pode ser entendida como a carência de bens e serviços essenciais.
- Falta de recursos econômicos; nomeadamente a carência de rendimento ou riqueza (não necessariamente apenas em termos monetários). As medições do nível econômico são baseadas em níveis de suficiência de recursos ou em "rendimento relativo". A União Europeia, nomeadamente, identifica a pobreza em termos de "distância econômica" relativamente a 60% do rendimento mediano da sociedade.
- Carência social; como a exclusão social, a dependência e a incapacidade de participar na sociedade. Isto inclui a educação e a informação. As relações sociais são elementos chave para compreender a pobreza pelas organizações internacionais, as quais consideram o problema da pobreza para lá da economia.

## Etimologia

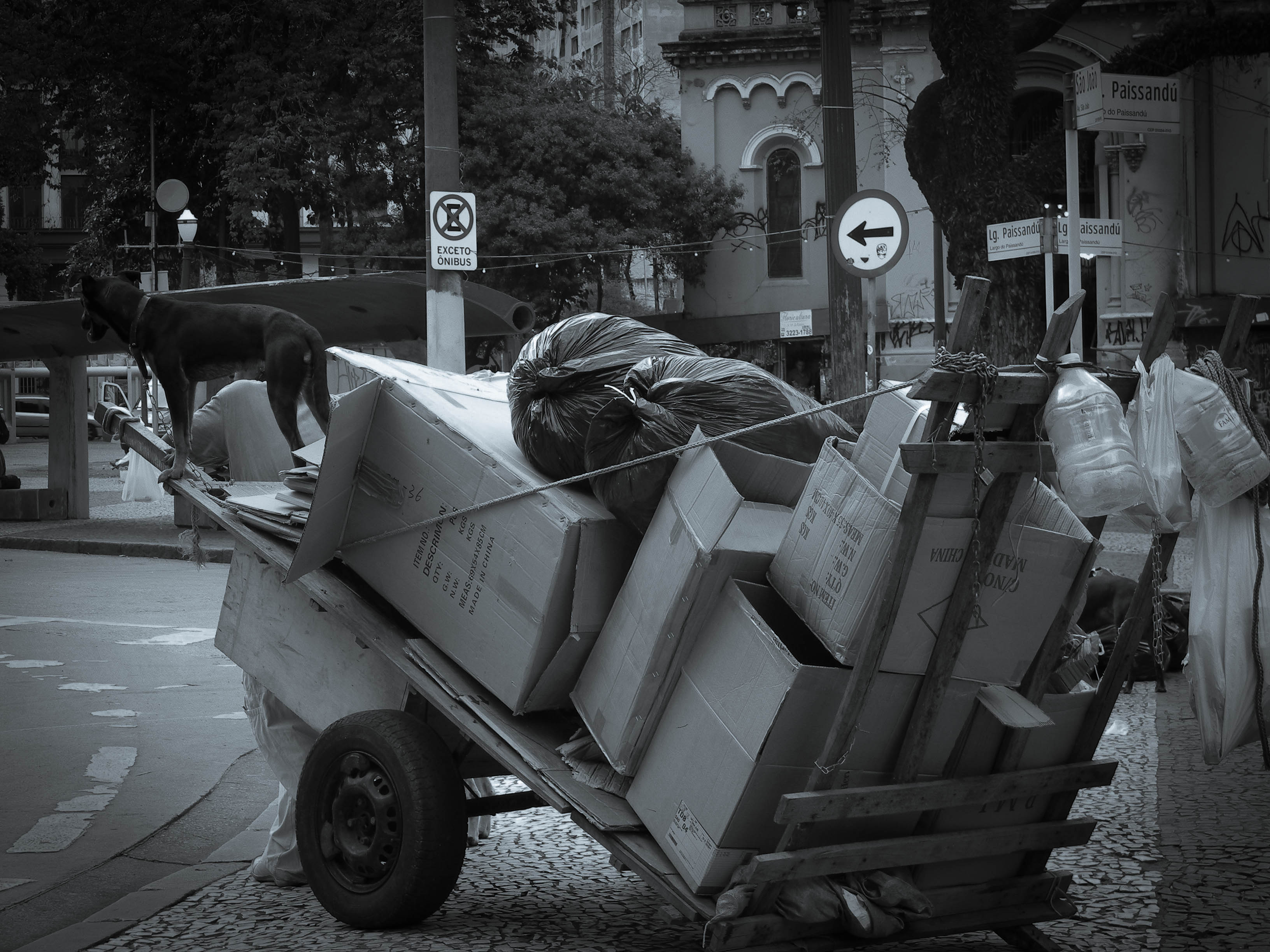
Morador de rua carregando carrinho de papelão em São Paulo. O recolhimento de materiais recicláveis nas ruas é uma das formas de conseguir dinheiro.

A palavra "pobre" veio do latim "pauper", que vem de pau- = "pequeno" e pário = "dou à luz" e originalmente referia-se a terrenos agrícolas ou gado que não produziam o desejado.

## Medição da pobreza
Apesar de a pobreza mais severa se encontrar nos países subdesenvolvidos, esta existe em todas as regiões. Nos países desenvolvidos, manifesta-se na existência de sem-abrigo e de subúrbios pobres. A pobreza pode ser vista como uma condição coletiva de pessoas pobres, grupos e mesmo de nações. Para evitar este estigma, essas nações são chamadas normalmente países em desenvolvimento.
A pobreza pode ser absoluta ou relativa. A pobreza absoluta refere-se a um nível que é consistente ao longo do tempo e entre países. Um exemplo de um indicador de pobreza absoluta é a percentagem de pessoas com uma ingestão diária de calorias inferior ao mínimo necessário (aproximadamente 2 000/2 500 quilocalorias).
O Banco Mundial define a pobreza extrema como viver com menos de 1 dólar dos Estados Unidos por dia (em paridade do poder de compra) e pobreza moderada como viver com entre 1 e 2 dólares dos Estados Unidos por dia. Estima-se que 1 bilhão e 100 milhões de pessoas a nível mundial tenham níveis de consumo inferiores a 1 dólar dos Estados Unidos por dia e que 2 bilhões e 700 milhões tenham um nível inferior a 2 dólares dos Estados Unidos.

Mapa-múndi indicando o Índice de Desenvolvimento Humano (2012)
Muito elevado
Elevado
Médio
Baixo
Sem dados

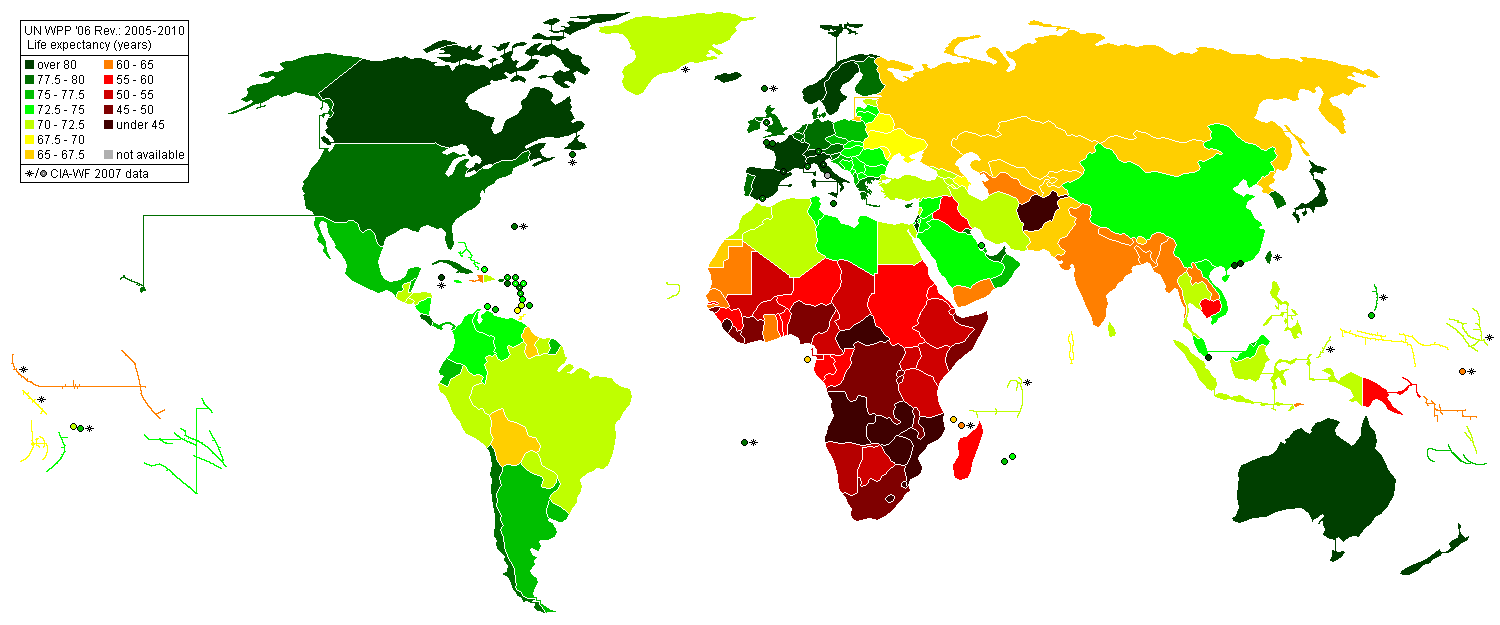
Expectativa de vida ao nascer (2005-2010)
60-65
55-60
50-55
45-50
menos que 45
sem dados

A percentagem da população dos países em desenvolvimento a viver na pobreza extrema diminuiu de 28 para 21 por cento entre 1990 e 2001. Essa redução deu-se fundamentalmente na Ásia Oriental e do Sul. Na África subsaariana (parte sul do continente africano), o produto interno bruto per capita diminuiu 14% e o número de pessoas a viver em pobreza extrema aumentou de 41% para 44% entre 1981 e 2001. Outras regiões conheceram poucas ou nenhumas melhorias. No início dos anos 1990, as economias da Europa de Leste e da Ásia Central registraram reduções acentuadas no rendimento. As taxas de pobreza extrema chegaram aos 6%, antes de começarem a diminuir no final da década.
Outros indicadores relativos à pobreza estão também a melhorar. A esperança de vida aumentou substancialmente nos países em desenvolvimento após a Segunda Guerra Mundial e diminuíram a diferença face aos países desenvolvidos onde o progresso foi menor. Até na África subsariana, a região menos desenvolvida, a esperança de vida aumentou de 30 anos antes da guerra para 50 anos, antes de a pandemia da SIDA e outras doenças a terem feito recuar para o valor atual de 47 anos. A mortalidade infantil, por seu lado, diminuiu em todas as regiões.
A proporção da população mundial a viver em países onde a ingestão média de calorias é inferior a 2 200 por dia diminuiu de 56% em meados dos anos 1960 para menos de 10% nos anos 1990.
Entre 1950 e 1999, a literacia mundial aumentou de 52% para 81%, tendo o crescimento da literacia feminina (que passou de 59% para 80%) sido responsável pela maior parte melhoria.
A percentagem das crianças fora da força de trabalho passou de 76% para 90% entre 1960 e 2000. As tendências relativas ao consumo de eletricidade, aquisição de automóveis, rádios e telefones foram semelhantes, bem como as relativas ao acesso a água potável.
Também a desigualdade econômica parece ter vindo a diminuir a nível global.
A pobreza relativa é vista como dependente do contexto social e acaba por em grande medida ser uma medida de desigualdade. Assim, o número de pessoas pobres pode aumentar enquanto que o seu rendimento sobe.
Há diversos indicadores de desigualdade, como, por exemplo, o coeficiente de Gini.
Em muitos países, a definição oficial de pobreza é baseada no rendimento relativo e por essa razão alguns críticos argumentam que as estatísticas medem mais a desigualdade do que as carências materiais. Por exemplo: de acordo com o Gabinete de Censos dos Estados Unidos, 46% dos "pobres" desse país têm casa própria, tendo as casas dos pobres, em média, 3 quartos de dormir, 1,5 casa de banho e garagem. Além disso, as estatísticas são normalmente baseadas no rendimento anual das pessoas sem considerar a sua riqueza. Os limiares de pobreza usadas pela Organização para a Cooperação e Desenvolvimento Económico e pela União Europeia baseiam-se na distância econômica relativamente a uma determinada percentagem do nível mediano de consumo.

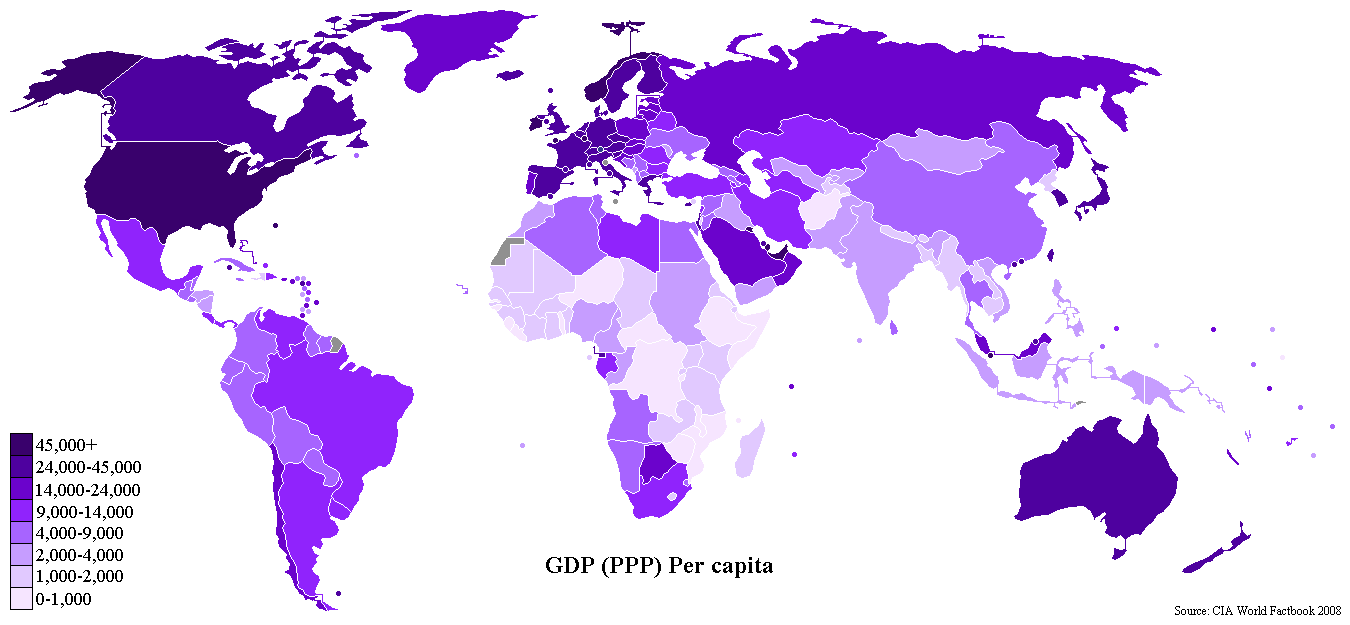
Produto interno bruto (em paridade de poder de compra) per capita dos países em 2007 conforme o CIA Factbook

A linha de pobreza nos Estados Unidos é mais arbitrária. Foi criada em 1963-64 e corresponde a um "plano econômico de alimentação" (nível mínimo recomendável de despesas com alimentação) multiplicado por 3.
Contudo, mesmo estando a diminuir, a pobreza global é ainda um problema enorme e dramático:
- Todos os anos, cerca de 18 milhões de pessoas (50 mil por dia) morrem por razões relacionadas com a pobreza, sendo a maioria mulheres e crianças.
- Todos os anos, cerca de 11 milhões de crianças morrem antes de completarem 5 anos.
- 1 bilhão e 100 milhões de pessoas, cerca de um sexto da humanidade, vive com menos de 1 dólar dos Estados Unidos por dia.
- Mais de 800 milhões de pessoas estão subnutridas.[6]

### Medição da Pobreza no Brasil

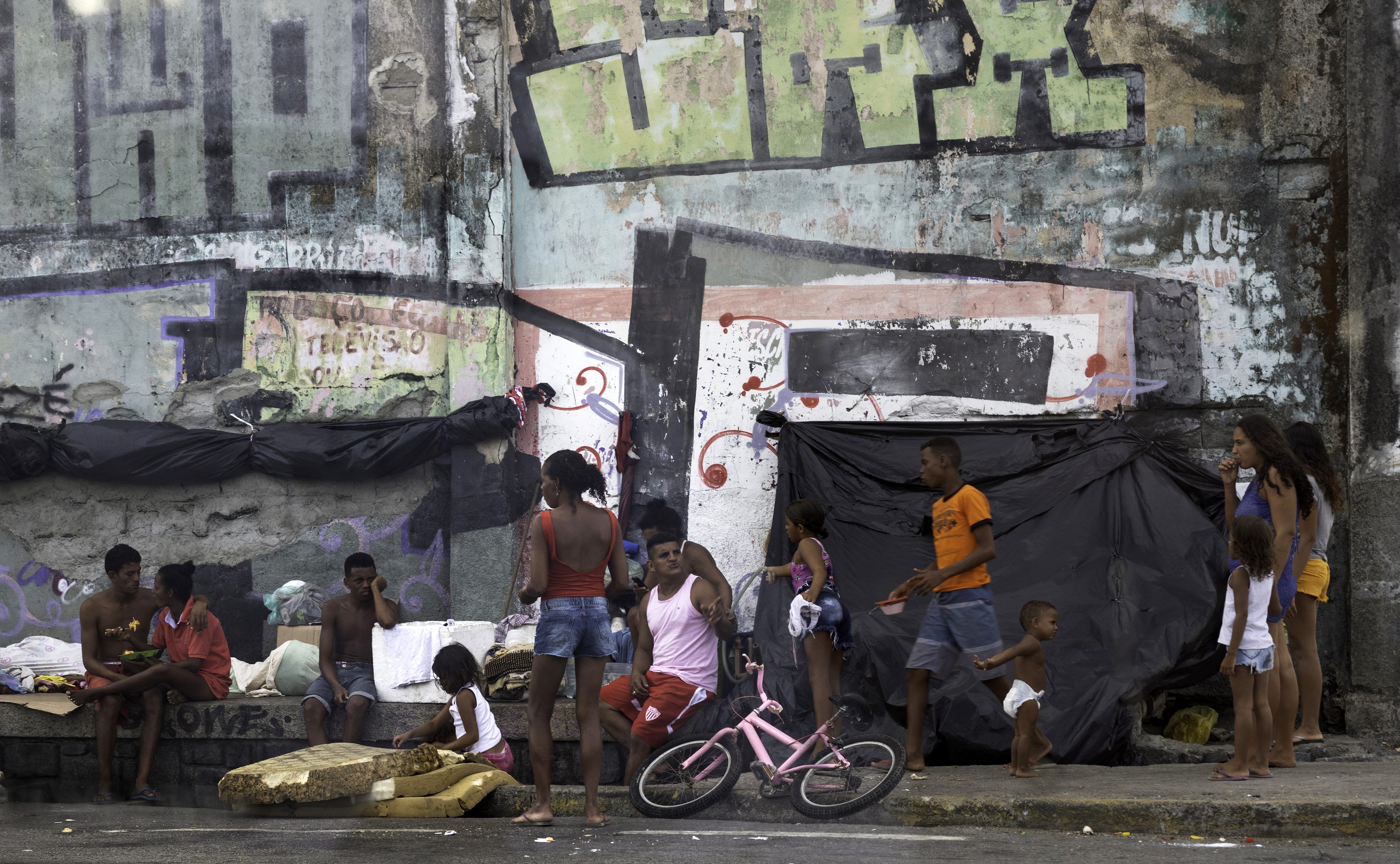
Recife, uma das capitais do Brasil com maior desigualdade social

Segundo dados de 2010, o Brasil tinha cerca de 8,5% de sua população vivendo em condições de pobreza, incluindo pessoas extremamente pobres, que compunham 2,5% da população total do país no mesmo período. Naquele ano, a porcentagem pobres (incluindo extremamente pobres) representava 16,27 milhões de habitantes (números absolutos) Destes, 4,8 milhões eram considerados "extremamente pobres". Embora tal incidência sobre a população absoluta brasileira tenha caído pela metade entre 2002 e 2010, o número total de pessoas vivendo na pobreza no país ainda é significativo, mais numeroso do que toda a população de países como Portugal, Grécia e Camboja. Abaixo, a incidência de pobreza em 2010 no Brasil por unidade federativa, segundo dados do Atlas 2013.
| Unidade Federativa  | % de Pobres[a] | % de Extremamente Pobres[b] |
| ------------------- | -------------- | --------------------------- |
| Acre                | 29,46          | 15,59                       |
| Alagoas             | 34,29          | 16,66                       |
| Amapá               | 24,07          | 9,93                        |
| Amazonas            | 30,78          | 16,43                       |
| Bahia               | 28,72          | 13,79                       |
| Ceará               | 30,32          | 14,69                       |
| Distrito Federal    | 4,93           | 1,19                        |
| Espírito Santo      | 9,53           | 2,67                        |
| Goiás               | 7,59           | 2,32                        |
| Maranhão            | 39,53          | 22,47                       |
| Mato Grosso         | 10,52          | 4,41                        |
| Mato Grosso do Sul  | 9,92           | 3,55                        |
| Minas Gerais        | 10,97          | 3,49                        |
| Paraná              | 6,46           | 1,96                        |
| Paraíba             | 28,93          | 13,39                       |
| Pará                | 32,33          | 15,90                       |
| Pernambuco          | 27,17          | 12,32                       |
| Piauí               | 34,11          | 18,77                       |
| Rio de Janeiro      | 7,23           | 1,98                        |
| Rio Grande do Norte | 23,79          | 10,33                       |
| Rio Grande do Sul   | 6,37           | 1,98                        |
| Rondônia            | 14,80          | 6,39                        |
| Roraima             | 26,65          | 15,66                       |
| Santa Catarina      | 3,65           | 1,01                        |
| Sergipe             | 28,79          | 11,70                       |
| São Paulo           | 4,66           | 1,16                        |
| Tocantins           | 22,15          | 10,21                       |

↑ a Proporção de habitantes com renda domiciliar per capita  igual ou inferior a R$ 140,00 mensais (em R$ de agosto/2010)

↑ b Proporção de habitantes com renda domiciliar per capita  igual ou inferior a R$ 70,00 mensais (em R$ de agosto/2010)

## Causas da pobreza

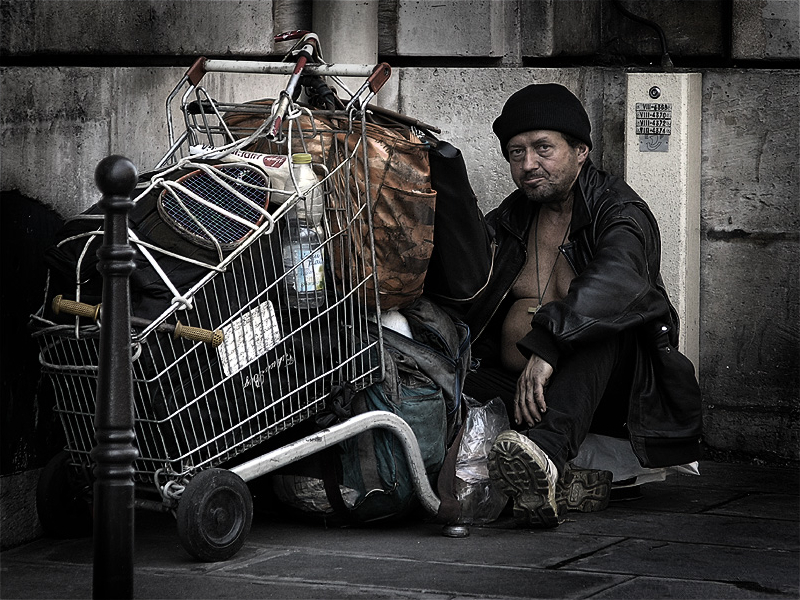
Mendigo nas ruas de Paris

A pobreza não resulta de uma única causa mas de um conjunto de fatores:
- Fatores político-legais: corrupção, inexistência ou mau funcionamento de um sistema democrático.
- Fatores econômicos: sistema fiscal inadequado, representando um peso excessivo sobre a economia ou sendo socialmente injusto; a própria pobreza, que prejudica o investimento e o desenvolvimento, economia dependente de um único produto.
- Fatores socioculturais: reduzida instrução, discriminação social relativa ao gênero ou à raça, valores predominantes na sociedade, exclusão social, crescimento muito rápido da população.
- Fatores naturais: desastres naturais, climas ou relevos extremos, doenças.
- Problemas de Saúde: adição a drogas ou alcoolismo, doenças mentais, doenças da pobreza como a SIDA e a malária; deficiências físicas.
- Fatores históricos: colonialismo, passado de autoritarismo político.
- Insegurança: guerra, genocídio, crime.

### Consequências da pobreza

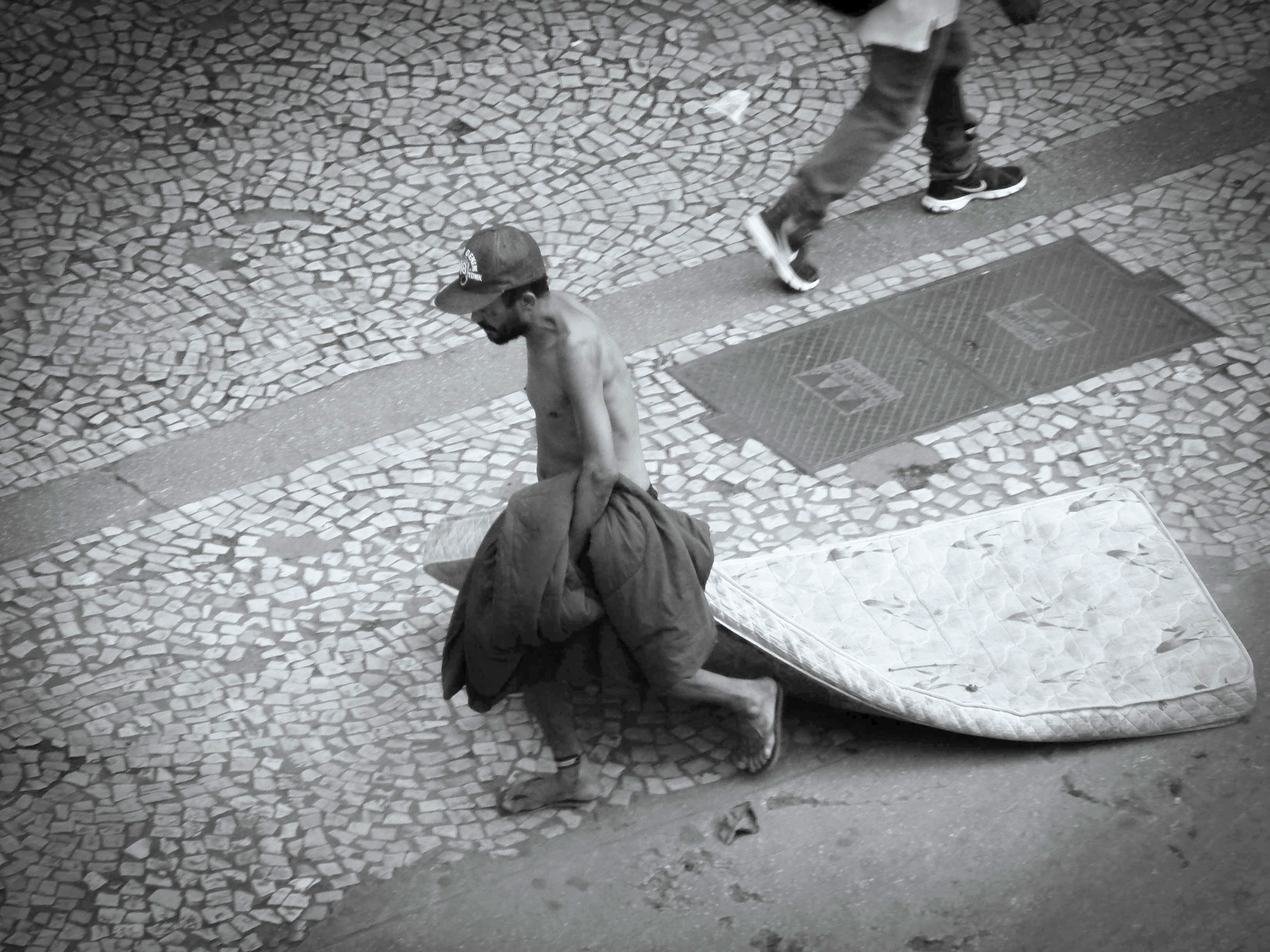
Mendigo procurando por abrigo nas ruas do Centro de São Paulo

Muitas das consequências da pobreza são também causas da mesma criando o ciclo da pobreza. Algumas delas são:
- Fome.
- Baixa esperança de vida.
- Doenças.
- Falta de oportunidades de emprego.
- Carência de água potável e de saneamento.
- Maiores riscos de instabilidade política e violência.
- Emigração.
- Existência de discriminação social contra grupos vulneráveis.
- Existência de pessoas sem-abrigo.
- Depressão econômica

Estudos científicos, indicam que a pobreza pode ter um impacto tão negativo na saúde humana quanto doenças como obesidade, alcoolismo e hipertensão.

## Eliminação da pobreza
O combate à pobreza é normalmente considerado um objetivo social e geralmente os governos dedicam-lhe uma atenção significativa. É acabar com a desigualdade social.

### Desenvolvimento econômico

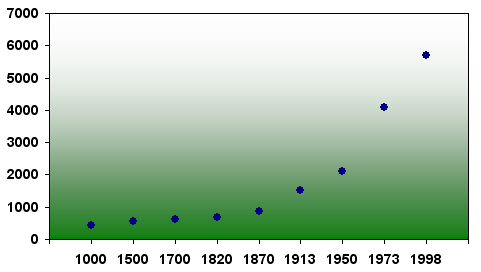
O PIB per capita mundial começou a aumentar rapidamente a partir da Revolução industrial.

A estratégia do Banco Mundial contra a pobreza depende grandemente da promoção do desenvolvimento econômico, embora países desenvolvidos também tenham muita pobreza. O Banco Mundial defende com base em vários estudos que:
- O desenvolvimento econômico é fundamental para a redução da pobreza e em princípio não cria desigualdades.
- O desenvolvimento acompanhado de políticas sociais é melhor do que apenas crescimento.
- Uma desigualdade inicial elevada prejudica a redução da pobreza no futuro.
- A pobreza é ela própria uma barreira à sua própria diminuição.

Índices internacionais como o Relatório Global da Competitividade, o Índice da Facilidade em Realizar Negócios ou o Índice de Liberdade Econômica sugerem uma série de condições que ajudam a aumentar o desenvolvimento e a reduzir a pobreza.
Muitos empresários e acadêmicos defendem a redução das barreiras para a criação de empresas e a redução das limitações à sua atividade são fatores importantes para a criação de emprego e para trazer mais pessoas para a economia formal.
Os governos podem ajudar os necessitados. Nos países ocidentais, durante o Predefinição:Sé foram implementadas numerosas medidas que construíram o chamado Estado social, beneficiando especialmente os idosos e as pessoas com deficiência.
A caridade particular é também muito importante, sendo muitas vezes encorajada pelos governos.
Segundo o Banco Mundial o Brasil conseguiu praticamente eliminar a pobreza extrema no país. A última pesquisa que revelou esse fato diz que entre 2001 e 2013 a pobreza caiu de 10% para 4%. Segundo o estudo “Prosperidade Compartilhada e Erradicação da Pobreza na América Latina e Caribe”, a renda dos brasileiros também subiu 60% entre 1990 e 2009.

## Outras abordagens
A maioria dos países desenvolvidos enviam ajuda para as nações em desenvolvimento. Sondagens mostram que, em média, os norte-americanos acreditam que 24% do Orçamento Federal se destina ao apoio ao desenvolvimento. Na verdade, menos de 1% tem esse fim.
De acordo com o Projecto Borgen o custo anual de eliminar a fome é de 19 mil milhões de dólares. Por comparação, o governo norte-americano gasta 420 mil milhões em defesa.
Há contudo quem critique a ajuda internacional ao desenvolvimento alegando que cria ainda mais pobreza e desigualdade, tanto por estar condicionada à aplicação de políticas econômicas prejudiciais nos países receptores como por estar ligada à importação de produtos dos países dadores em vez de de alternativas mais econômicas, o que constituiria uma forma de beneficiar empresas sob a forma de ajuda internacional.
Outros defendem que a corrupção dos governantes dos países pobres acaba por subverter os objetivos da ajuda, impedindo a criação de oportunidades e a melhoria da vida dos pobres.
Muitos países pobres desenvolveram estratégias de redução da pobreza e as desigualdades pode ser reduzidas através de impostos progressivos e transferências do Estado.
Alguns sugerem uma mudança radical de sistema econômico e ha muitas propostas para uma alteração fundamental das relações econômicas que, segundo os seus proponentes, diminuiriam ou mesmo eliminariam a pobreza completamente.
Algumas destas propostas foram apresentadas por grupos como como socialistas, comunistas, anarquistas ou libertários.
No direito têm havido iniciativas no sentido de estabelecer a ausência de pobreza como um dos direitos humanos.
No seu livro O Fim da Pobreza, o economista de renome mundial Jeffrey Sachs, sem embarcar em ideologias radicais, apresenta um plano lúcido para erradicar a pobreza extrema a nível mundial pelo ano de 2025. Seguindo a sua doutrina, várias organizações internacionais estão a trabalhar com o objectivo de eliminar a pobreza colaborando com os governos e outros parceiros utilizando intervenções nas áreas da habitação, alimentação, educação, cuidados de saúde, agricultura, água potável, transportes e comunicações.

## Debates sobre a pobreza

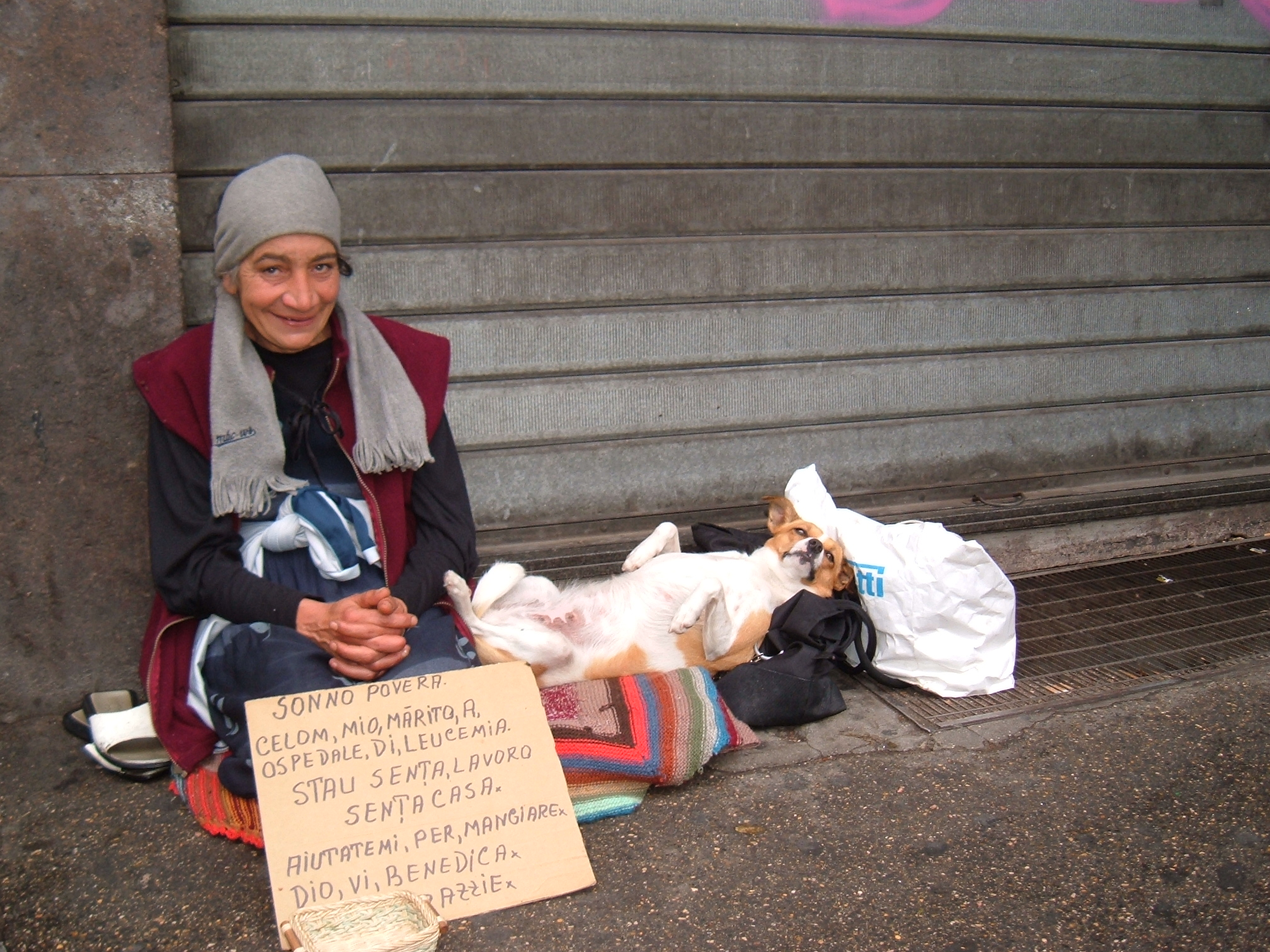
Uma mulher cigana e o seu cão pelas ruas de Roma

As primeiras causas da pobreza e a sua eliminação são uma questão altamente controversa e politizada. A direita costuma olhar para factores estruturais que impedem o crescimento econômico como a fraca proteção dos direitos de propriedade, a falta de um sistema de crédito, o crime, a corrupção e a regulamentação prejudicial que prejudica a eficiência econômica.
As opiniões mais à esquerda vêm a pobreza como o resultado de diferentes factores sistêmicos. Por exemplo pode considerar-se que esta é causada pela carência de oportunidades (nomeadamente de educação) e que é a falta de intervenção governamental que causa maior pobreza. Também segundo esta corrente de pensamento, o alívio da pobreza é uma questão de justiça social. A pobreza também é vista como expressão da questão social vinda do conflito capital X trabalho, que teria fim com o fim da exploração da mão de obra, e do exercito de reserva inerente ao modo de produção capitalista.

## Pobreza e religião

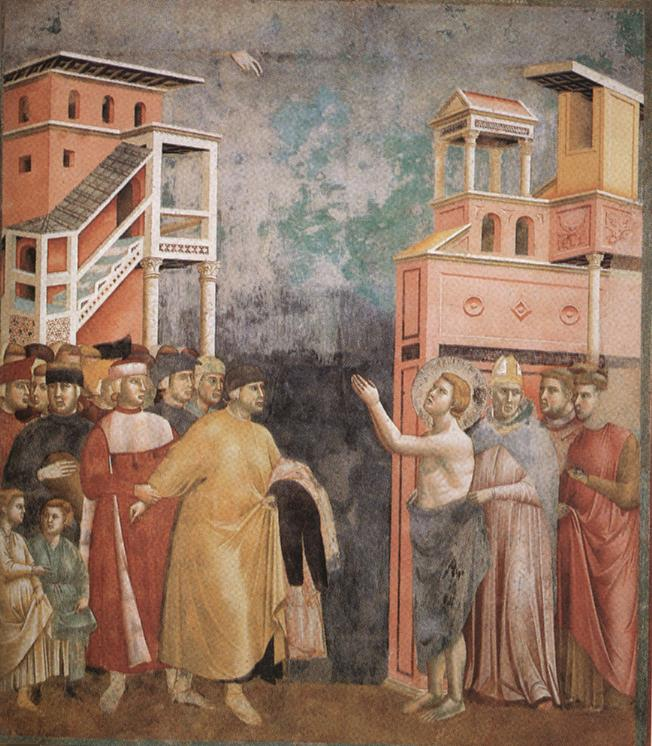
São Francisco de Assis renuncia aos seus bens terrenos numa pintura atribuída a Giotto di Bondone

Entre alguns grupos, nomeadamente os religiosos, a pobreza é considerada como necessária e desejável, e deve ser aceita para alcançar um certo nível espiritual, moral ou intelectual.
A pobreza é considerada como um elemento essencial de renúncia por budistas e jainistas enquanto que para o catolicismo romano é um princípio evangélico e é assumido como um voto por várias ordens religiosas. A pobreza é entendida de várias formas consoante as ordens; a ordem franciscana, nomeadamente abandona tradicionalmente todas as formas de posse de bens. O mesmo defende a Regra de São Bento. Contudo alguns mosteiros possuíam bens e alguns tornaram-se bastante abastados.
Estas opiniões face à riqueza e à pobreza baseiam-se na doutrina do catolicismo que considerava as riquezas como um dos obstáculos à fé e ao comportamento moral e a pobreza voluntária é normalmente entendida como um benefício para o indivíduo, uma forma de auto-disciplina através do qual as pessoas se aproximam de Deus.
Quanto à ajuda aos necessitados, esta faz normalmente parte da doutrinas religiosas. No Islão a caridade é um dos Cinco Pilares e no Cristianismo, no seguimento da doutrina de Jesus de auxílio e de emancipação dos pobres, foram desenvolvidas vastas estruturas e organizações de caridade, entre elas as missões nos países pobres, e as igrejas incentivam as pessoas a praticar a caridade cotidianamente.

## Pobreza ou miséria
Pobreza pode ser conceituada como a falta de recursos monetários para a aquisição de bens e serviços essenciais a uma vida ”normal”. Miséria seria uma pobreza tão extrema que suas vítimas não dispõem de dinheiro sequer para adquirir uma quantidade mínima de alimentos e outras coisas essenciais à mera sobrevivência.